# Синтактичен синоним
Синтактичните синоними са думи или словосъчетания, които заменят обстоятелственото пояснение в подчинителните изречения. Изпълняват една и съща функция в изречението и имат близко значение със замененото обстоятелствено пояснение.

## Употреба
Обстоятелствено пояснение, може да се замени с подчинено определително изречение с помощта на съюзите: който, която, което, които
Пример:
Телцето му, дребно и слабичко, трепереше под струите на дъжда, излял се внезапно.
Резултат:
Телцето му, което беше дребно и слабичко, трепереше под струите на дъжда, който се беше излял внезапно.